# Гецово
Вижте пояснителната страница за други значения на Борисово.
Гецово е село в Североизточна България. То се намира в община Разград, област Разград.

## География
Село Гецово е разположено близо до Разград, в долината на река Бели Лом. Реката протича в северната част на селото, като главният път от Русе за Варна е успореден на реката и е една своеобразна граница между нея и селото. На 5 км на изток се намира областният център Разград. На около 60 км в северозападна посока е съседният областен център Русе.

## История
Най-ранните писмени следи за селото са от XV век. В околностите му има следи от древни тракийски и славянски селища. Основните родове, предци на днешните жители в Гецово се заселват в селото през втората половина на XVIII век най-вече от околните села Осенец, Дряновец и Садина. Предполага се също, че част от населението на Гецово е образувано от преселници от изчезналото село Доброво, което се е намирало наблизо.
През 1814 г. за селото свидетелства посетилия го офицер от военноинженерните войски на Френската империя капитан-инженер Франсоа-Даниел Томасен Той съобщава името му като Хасанлар и го определя като българско село, на половин час път от което има воденица и голямо землено укрепително съоръжение, направено от руски войски, за да отбраняват прохода в долината.
След 1894 селото е преименувано на Борисово заради раждането на престолонаследника Борис III. Настоящото име е от времето на комунизма и е свързано с партизанина Гецо Неделчев, роден в селото, разстрелян в село Литаково през 1944 година.
Освобождението идва за Гецово на 27 януари 1878 година, когато части на XII армейски корпус на руската армия навлизат в селото. В гробището на Гецово са погребани загинали руски войници и две медицински сестри /Наталия Петровна и Анатолия Анадолина/.
Жители на селото са участници във войните от края на XIX и началото на XX век. Мнозина загиват по бойните полета: 21 в Балканската и Междусъюзническата война, 1 в Сръбско-българската война, 46 в Първата световна война, 1 в Испанската гражданска война, 6 във Втората световна война. В чест на загиналите в селото се издига войнишки паметник. През първата половина на 1941 година през селото преминават германски войски за да окупират Гърция. След навлизането на съветската армия през септември 1944 година в училището на селото са затворени пленници от германската армия, а съветските войници принудително подменят изморените си коне с тези на жителите на селото.
В селото живеят етнически българи (етнографска група – капанци) и малка част цигани. В миналото в източната част на селото са живели и турци, които след Освобождението го напускат. За три десетилетия в недалечното минало Гецово е било квартал на град Разград, от 1991 година е отново село. Електрификацията стартира през 1939 г., през 1967 г. селото е водоснабдено, а обществена канализация все още няма.

## Население
Численост на населението според преброяванията през годините:
| \| Година на преброяване \| Численост \| \| --------------------- \| --------- \| \| 1934 \| 2654 \| \| 1946 \| 2677 \| \| 1956 \| 2484 \| \| 1965 \| 2705 \| \| 1992 \| 2340 \| \| 2001 \| 2038 \| \| 2011 \| 1774 \| \| 2021 \| 1645 \| |           |
| Година на преброяване | Численост |
| 1934 | 2654      |
| 1946 | 2677      |
| 1956 | 2484      |
| 1965 | 2705      |
| 1992 | 2340      |
| 2001 | 2038      |
| 2011 | 1774      |
| 2021 | 1645      |

### Етнически състав
Преброяване на населението през 2011 г.
Численост и дял на етническите групи според преброяването на населението през 2011 г.:
|                     | Численост | Дял (в %) |
| Общо                | 1774      | 100.00    |
| Българи             | 1696      | 95.60     |
| Турци               | 5         | 0.28      |
| Цигани              | 0         | 0.00      |
| Други               | 11        | 0.62      |
| Не се самоопределят | 3         | 0.16      |
| Неотговорили        | 59        | 3.32      |

## Религии
Жителите на Гецово са православни християни. В селото има църква – „Свети Димитър“, построена през 1867 година, която редовно посещават жителите на Гецово. Свещеник от 1967 година до смъртта си през 2010 година е отец Кънчо Бояджиев, който е почетен гражданин на град Разград. Свещеник в настоящето е отец Дмитрий Терзи.

## Обществени институции
- Основно училище „Иван Вазов“, (1933 година), което бива затворено през 2008 година. Първото училище в с. Гецово е основано през 1852 година.
- Целодневна детска градина„Здравец“, открита през 1967 година, първа детска градина в Гецово – 1940 година;
- Читалище „Просвета 1883“, обществена библиотека, първо читалище в Гецово – 1883 година.
- Селски бани
- В кметството се помещават лекарски и зъболекарски кабинети

## Културни и природни забележителности
Фолклорни ансамбли:
- Ансамбъл за изворен фолклор „Капанска китка“ с художествен ръководител Веселина Русева;
- Ансамбъл за автентичен фолклор „Капанци“ с художествен ръководител Любен Ганев;
- Школа по народни танци „Капанска магия“ с ръководители Неделчо Райчев и Милен Станчев.
- Танцова формация “Капански самодиви” с ръководител Марияна Русева;
- Селото има две чешми с изворна вода.

## Редовни събития
- Традиционният селски събор се провежда ежегодно на 6 май.
- Ежеседмичен неделен пазар на животни. (вече недействащ)

## Кухня
Смята се, че домакините в Гецово правят най-доброто българско кисело мляко. Качествата му вероятно се дължат на особености в пашата на добитъка, на начина на приготвяне и на климатични фактори.

## Спорт
През 2007 г. след 15-годишно прекъсване е възстановен футболният отбор на селото Ураган (Гецово).

## Личности
Родени
- Захари Минчев (р. 1957), български футболист

Свързани
- Александър Барт (р. 1986), френски футболист, живее в селото от лятото 2011 г. до пролетта на 2014 г.[6]
- Емил Гъргоров (р. 1981), български футболист, живее в селото от 2011 г. до 2013 г.
- Мишел Платини (р. 1983), бразилски футболист, живее в селото от 2013 до 2014 г.

## Други
В западната част на селото се намира конезавод с хиподрум, бивша база на ЦСКА. Сега е отдаден за безвъзмездно ползване на клуб по коневъдство и конен спорт. Недалеч от хиподрума е и бившето селскостопанско летище, сега изоставено. В източната част има автосервиз, на север от селото са разположени кравеферма, свинеферма и овцеферма.